# Министарство општих послова
Министарство општих послова (хол. Ministerie van Algemene Zaken) јесте министарство на чијем челу стоји министар-предсједник Холандије.

## Дјелокруг
Министарство општих послова је основано 3. јула 1937. године и од тада постоји у континуитету (осим у кратком периоду од 1945. до 1947). Постојање овог министарства је у складу са традицијом да је министар-предсједник Холандије („премијер”) званично један од ресорних министара односно да је први међу једнакима (лат. primus inter pares).
Министарство општих послова је својеврсни секретаријат владе, а под његов дјелокруг спада и краљевски дом. Бави се свим општим политичким питањима која не спадају у надлежност ниједног другог министарства. У периоду од 1959. до 1963. године при министарству је постојао државни секретар (хол. staatssecretaris).
У саставу Министарства општих послова се налази Кабинет министра-предсједника (хол. Kabinet Minister-President, KMP).